# Утремон
Утремон (фр. Outremont) је једна од 19 општина Монтреала. Општина је образована 1. јануара 2002.